# Quitzin

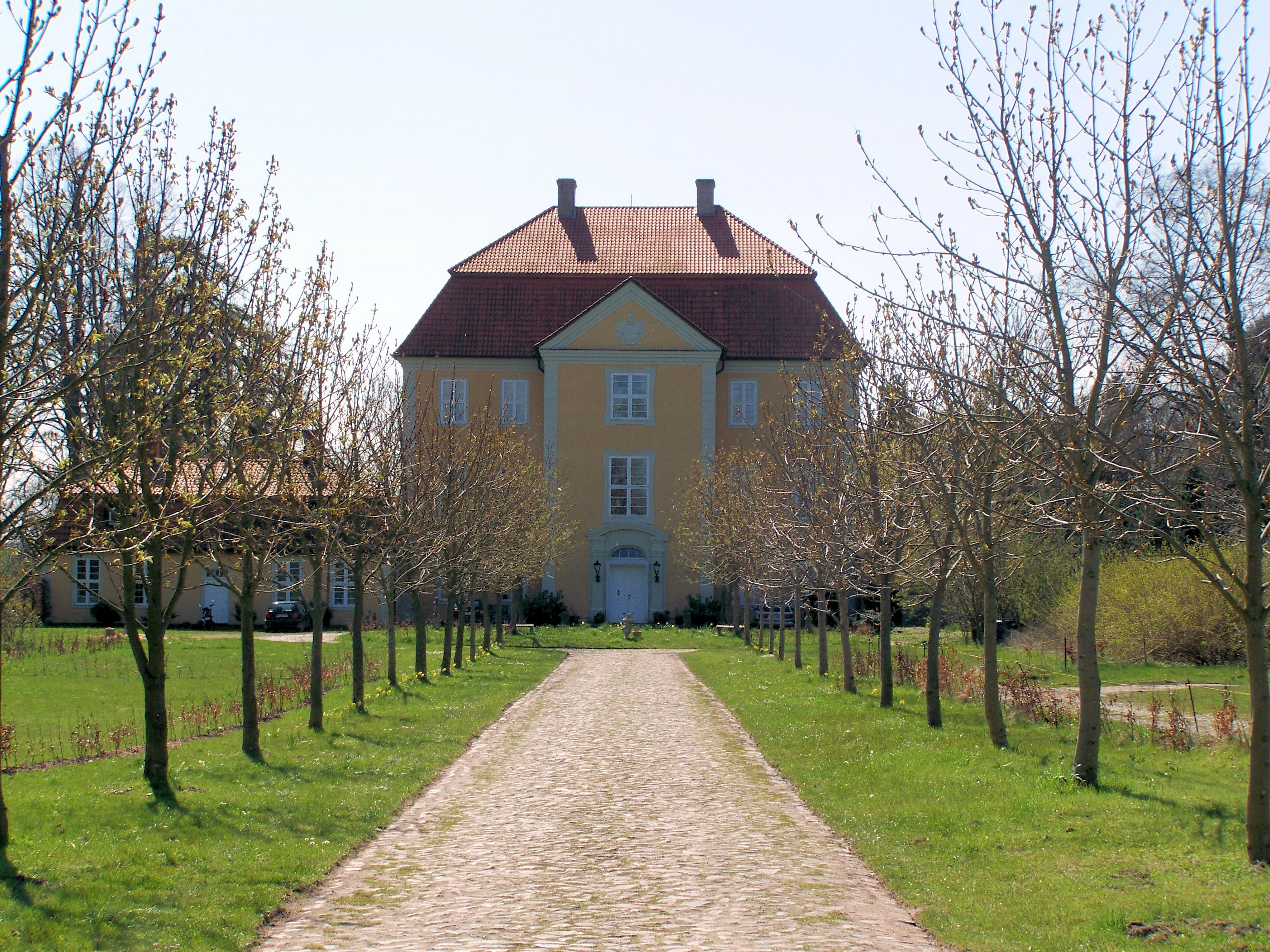
Jagdschloss Quitzin

Quitzin ist ein Ortsteil der Gemeinde Splietsdorf im Landkreis Vorpommern-Rügen. Der Ort liegt im Tal der Trebel, sieben Kilometer nordwestlich von Grimmen. Das Jagdschloss Quitzin ist ein bedeutendes Kulturdenkmal in Vorpommern.

## Geschichte
Name
Der Ortsname leitet sich aus dem alten Kučin, entstanden aus dem Zunamen Kuča, ab. In Urkunden finden sich die Schreibweisen curiam in Quitsin (1320–23), Quißin (1618) und Quitzin (seit 1631).
Frühe Besiedlung
Historische Funde belegen bereits eine frühe Besiedlung der Gemarkung. Zu diesen zählen Siedlungskeramik (Wandungsscherben und -ränder) sowie Eisenschlacke aus der römischen Kaiserzeit und der Völkerwanderungszeit und teilweise gegurtete jungslawische Keramik aus der Slawenzeit. Aus dem Zeitraum des Mittelalters und der Neuzeit wurden durch Auswertung von Preußischen Urmesstischblättern eine Kalkofenwüstung, eine Mühlenwüstung und eine ehemalige Ziegelei ermittelt.
Auf eine frühe Besiedlung weisen auch eine in unmittelbarer Nähe des heutigen Schlosses befindliche Burgwallanlage einer Ringburg, die im 13. Jahrhundert entstand und von einem Wassergraben umgeben war, und ebenso der slawische Name Quitzin hin.

## Gut und Jagdschloss
Das Herrenhaus ist ein dreigeschossiger, fünf- bzw. dreiachsiger, blockhafter Putzbau mit einem hofseitigen Mittelrisalit mit einem wappenverzierten Dreiecksgiebel. Die beiden eingeschossigen Seitenflügel stammen aus der gleichen Zeit. Alle Gebäude haben hohe Mansarddächer.
Das Anwesen liegt in einem großen Landschaftspark, der ursprünglich als barocker Garten angelegt wurde und in die Trebelniederung übergeht.

### Geschichte

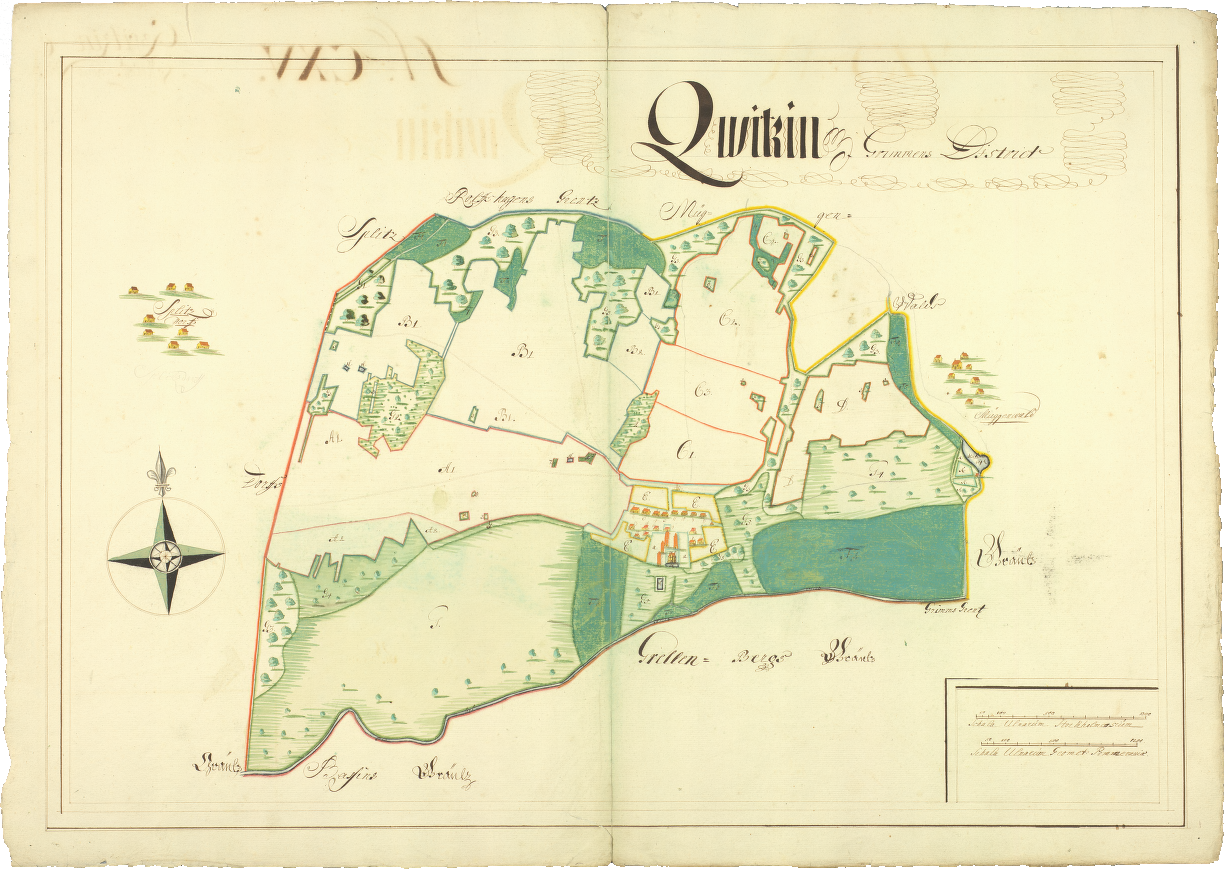
Lageplan von Quitzin (1696)

Das Gutshaus wurde erstmals um 1457 erwähnt. Es wurde 1607 im Stil der Backsteinrenaissance auf dem Gewölbe einer Burganlage aus dem 13. Jahrhundert errichtet. Um 1723 wurde es im Stil des Barocks zum Jagdschloss umgebaut und überformt. 1909/10 kam das Gut von Rittmeister Waldemar Reimer an Werner von Veltheim. Die Familie soll bereits 1937 (teils) enteignet worden sein. Das steht im Widerspruch zum auf direkten Eigenangaben Güter-Adressbuch Pommern von 1939. Denn hier wurde der Sohn Burghard von Veltheim-Quitzin (1873–1951) als Grundbesitzer der 650 ha Gutsland aufgeführt. Bis 1945 war im Schloss ein Wehrertüchtigungslager der SS. Das Gut wurde ab 1945 aufgesiedelt. Der Gutshof war zunächst Flüchtlingslager. Ab 1971 bis 1990 nutzte die Zivilverteidigung der DDR das Gebäude teilweise als Magazin genutzt. Das Gebäude verfiel und verlor durch Umbauten viele Gestaltungselemente. Die Familie Rübcke-von Veltheim kaufte nach 1990 die Gebäude und ließ sie sanieren.

### Schlosskapelle

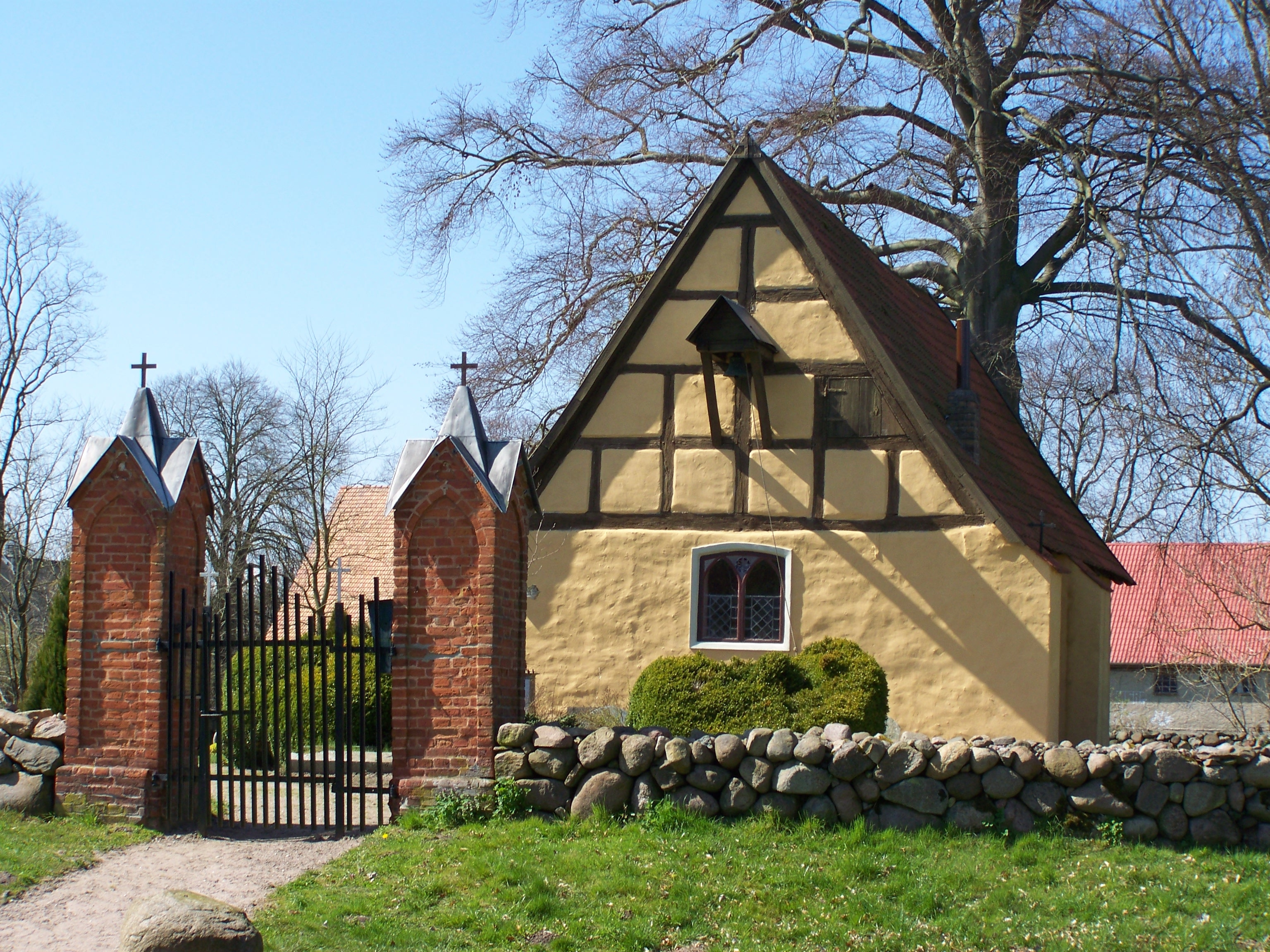
Schlosskirche

In der Gutsanlage steht die kleine Schlosskapelle, ein 1614 errichteter, verputzter Backsteinbau, deren Kern früheren Datums sein könnte. Bei der Restaurierung nach 1990 wurde der Außenbau der Kapelle mit einem Muschelkalkputz versehen.
Innen: Altaraufsatz aus Sandstein von 1616, Kanzel mit Renaissance-Schnitzarbeiten, Kruzifix aus dem 14. Jahrhundert, Lesepult von 1714, achteckiger Taufstein aus der zweiten Hälfte des 19. Jahrhunderts.
Der Kirchhof ist von einer Feldsteinmauer umgeben. Auf ihm befindet sich eine Grabstele von 1746.
Die ehemalige Schlosskapelle wird gelegentlich noch von der Kirche genutzt, etwa für Trauungen und Taufgottesdienste.